# 达尔文航空

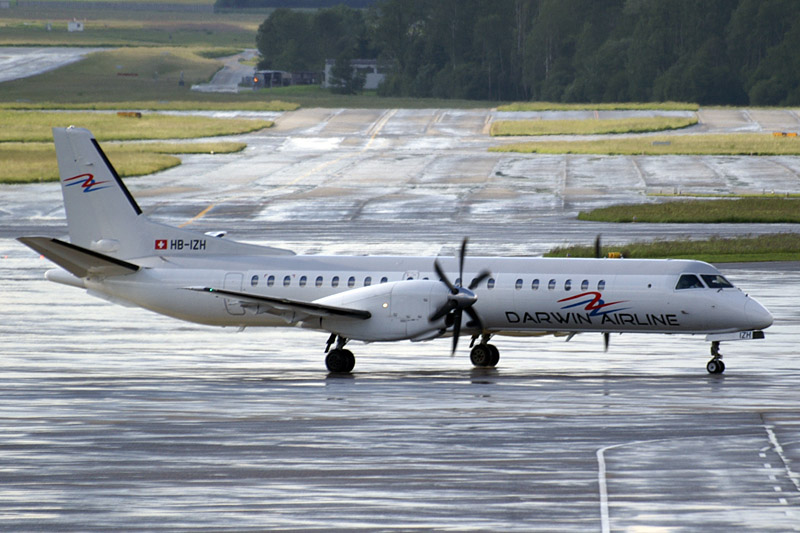
达尔文航空萨博2000

达尔文航空（Darwin Airline）是一家位于瑞士卢加诺的地区性航空公司，具有国内及前往意大利、法国和英国的定期航班，其总部位于卢加诺机场。

## 历史
公司创建于2003年8月12日并于2004年7月28日进行首次飞行，到2007年3月为止公司共有60名员工。
2017年11月，瑞士政府吊銷其執照，並頒布了飛行禁令。 2017年12月12日，達爾文航空正式結束營運。

## 航线
截至2009年1月：

国内航线：日内瓦、卢加诺及苏黎世

国际定期航线：罗马市、福贾、巴勒莫、米兰

国际非定期航线：卡利亚里、杜塞尔多夫（门兴格拉德巴赫）、奥尔比亚

达尔文航空经常替瑞士国际航空执飞卢加诺至苏黎世间的航线。

达尔文航空经常与Baboo航空共享卢加诺至日内瓦间的航线代码。

## 机队

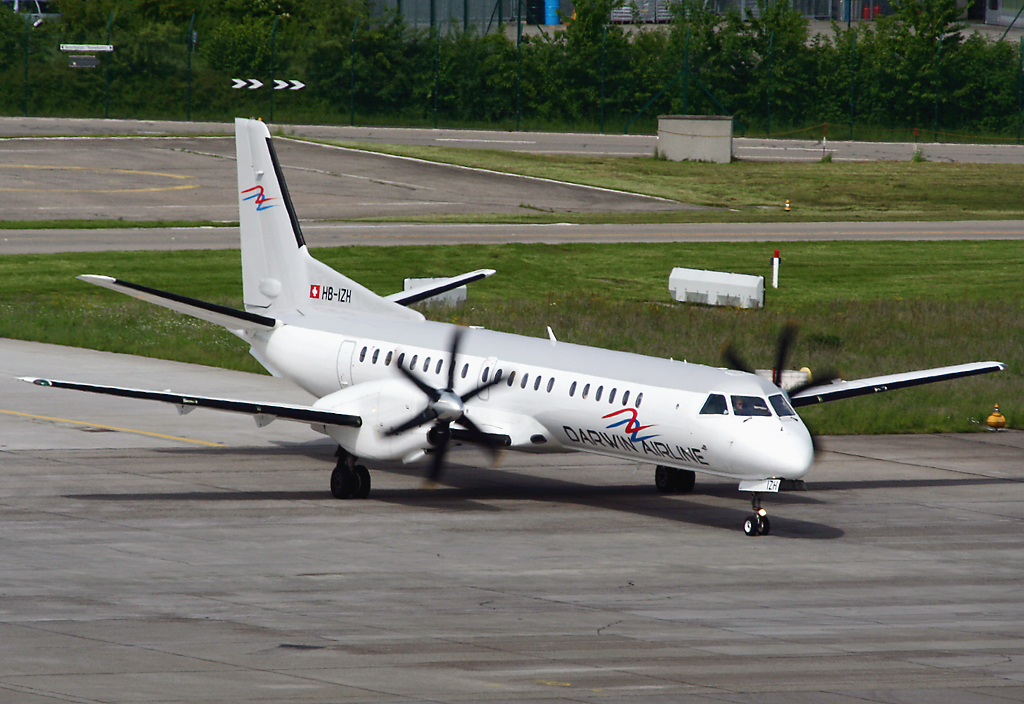
达尔文航空萨博2000

截至2007年3月，达尔文航空的机队组成为：
萨博2000：4架